# 조르조 스칼비니
조르조 스칼비니(이탈리아어: Giorgio Scalvini, 2003년 12월 11일 ~ )는 이탈리아의 축구 선수이다. 그의 포지션은 중앙 수비수로, 현재 세리에 A의 아탈란타에서 활약하고 있다.

## 클럽 경력

### 초기 경력
키아리에서 태어난 그는 팔라촐로에서 선수 생활을 시작했고, 10살에 브레시아에 입단했으며 2015년엔 아탈란타 유소년 클럽에 입단했다. 2020년 11월 8일, 스칼비니는 잔 피에로 가스페리니 감독으로부터 인테르나치오날레와의 세리에 A 경기에 1군으로 차출받아, 교체 명단에 이름을 올렸지만 출전하지 못하였다. 2021년 1월 21일, 스칼비니는 프리마베라 (U-19) 팀과 함께 2020년 수페르코파 프리마베라 결승전에서 피오렌티나를 3-1로 꺾고 우승을 차지했다.

### 아탈란타
2021년 10월 24일, 스칼비니는 17세의 나이로 우디네세와의 세리에 A 홈경기에서 85분에 교체 투입되며 아탈란타 데뷔전을 치뤘다. 2022년 4월 7일, 스칼비니는 1-1로 비긴 독일의 RB 라이프치히와의 UEFA 유로파리그 경기에서 유럽대항전 데뷔전을 치렀다. 4월 18일, 스칼비니는 1-2로 패한 베로나와의 경기에서 데뷔골을 기록했다.

## 국가대표팀 경력
스칼비니는 이탈리아 U-15, U-16, U-17, 그리고 U-19 국가대표팀 일원으로 활약하였다.
그는 17세의 나이로 2021년 11월 16일, 프로시노네에서 열린 4-2로 이긴 루마니아와의 친선 경기에 선발로 출전해 이탈리아 U-21 축구 국가대표팀 데뷔전을 치뤘다.
2022년 1월 24일, 스칼비니는 로베르토 만치니 이탈리아 축구 국가대표팀 감독의 부름을 받아 코베르치아노에서 3일간 훈련을 가졌다. 그는 2022년 6월 14일, 5-2로 패한 독일과의 경기에서 후반전에 교체로 들어가 성인 국가대표팀 데뷔전을 치렀다.

## 플레이스타일
스칼비니는 기술력이 뛰어나고 1.95m의 장신에 헤더 능력이 뛰어난 중앙 수비수이다. 그는 또한 알레산드로 바스토니에 비유되었다.